# Jesus - Ragazzi all'inseguimento di Gesù
Jesus - Ragazzi all'inseguimento di Gesù è un film del 2000 diretto da John Schmidt.
Gran parte della pellicola è composta da scene provenienti dal film Jesus del 1979, diretto da John Krish e Peter Sykes.

## Trama
Incuriositi dalle voci che girano su Gesù, un gruppo di sei ragazzini si mettono a seguirlo in tutte le sue apparizioni pubbliche a partire dai primi discorsi in pubblico fino alla sua crocifissione.

## Distribuzione
La pellicola è stata distribuita negli Stati Uniti il 6 marzo 2000, distribuito dalla The Jesus Film Project. È stato valutato dalla Motion Picture Association of America PG (parents cautioned suggested), ovvero è adatto a bambini di età da 10 anni in su per la visione non accompagnata; i bambini minori di 10 anni richiedono l'accompagnamento dei genitori o tutori.